# Balumtum-Sandstein
Balumtum-Sandstein  ist ein Bernstein-führender Sandstein, der in der Periode des Neogen entstanden ist. Er gehört zur Formation des Chiapas Thrust-Fold Belt (Central & Eastern Thrust-fold Belt) in Mexiko und zeichnet sich durch eine große Anzahl von Insekten-Fossilien (Chiapas-Bernstein) aus.
Der Sandstein kommt im Gebiet von Simojovel in Chiapas, Südwest-Mexiko vor. Er ist zum Beispiel in den Totalapa Amber bearing Beds zugänglich. Man geht davon aus, dass die Ablagerungen im Miozän, speziell in den Abschnitten Langhium und Burdigalium (21 – 13 Millionen Jahre), entstanden sind. Die Struktur ist dichtgepackt und stark „zementiert“.
Molluskenfunde und Insekten- und Gliederfüßer-Einschlüsse im Bernstein, sowie Lignite deuten darauf hin, dass es sich um kontinentale Ablagerungen handelt.
Der Balumtum-Sandstein liegt auf dem Mazantic-Schiefer auf und wird von Santo-Domingo-Sandstein überlagert.

## Fossilien
- Tityus apozonalli

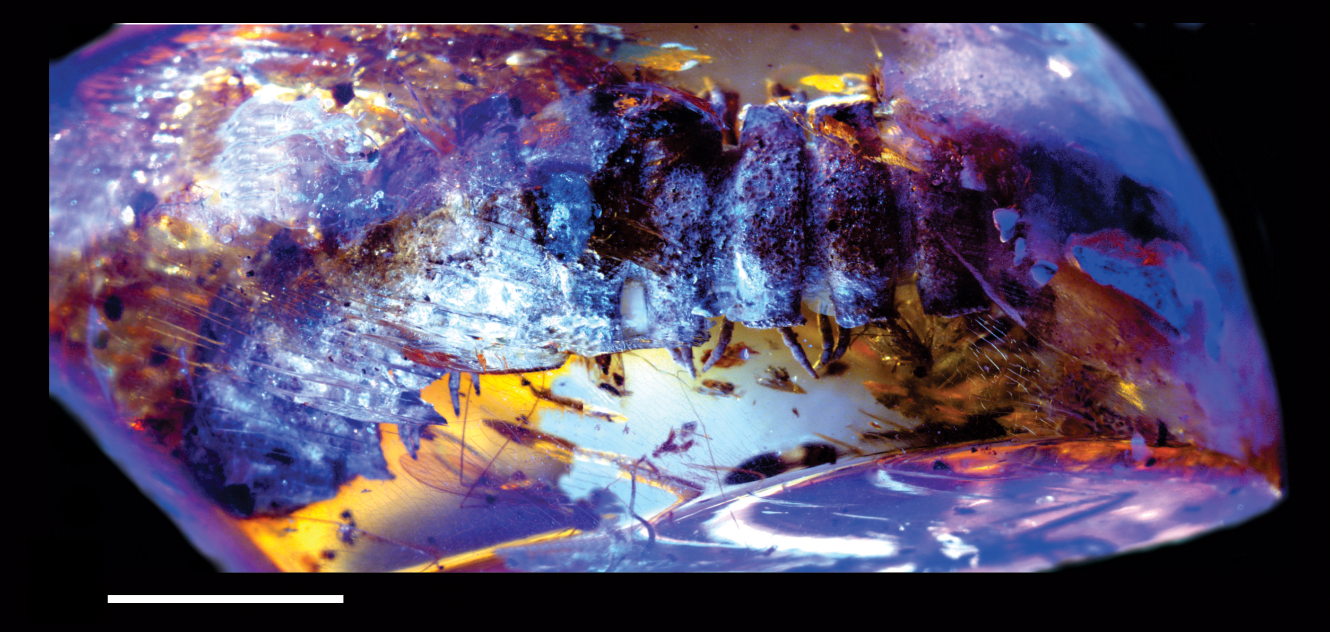
Maatidesmus paachtun

- Anbarrhacus adamantis (Tausendfüßler)
- Aphaenogaster praerelicta (Ameise)
- Culoptila aguilerai (Fliege)
- Dicromantispa electromexicana (Fanghaft)
- Hyptia deansi (Wespe)
- Leptopharsa tacanae (Käfer)
- Maatidesmus paachtun (Tausendfüssler)
- Mastotermes electromexicus (Termite)
- Parastemmiulus elektron (Tausendfüssler)
- Schwenckfeldina archoica (Pilzmücke)
- Termitaradus protera (Termitenwanze)
- Tonocatecutlius sp. (Grashüpfer)
- Tityus knodeli (Skorpion)
- Tesserocerus simojovelensis (Peris & Solórzano Kraemer, 2015) (Ambrosiakäfer)
- Cenocephalus tenuis (Peris and Solórzano Kraemer 2015) (Ambrosiakäfer)
- Mesorhaga pseudolacrymans (Bickel 2016) (Langbeinfliege)
- Amblypsilopus monicae (Bickel 2016) (Langbeinfliege)
- Medetera totolapa (Bickel 2016) (Langbeinfliege)
- Medetera amissa (Bickel 2016) (Langbeinfliege)
- Peloropeodes paleomexicana (Bickel 2016) (Langbeinfliege)
- Neoparentia chiapensis (Bickel 2016) (Langbeinfliege)